# Epania discolor
Epania discolor es una especie de insecto coleóptero de la familia Cerambycidae. Estos longicornios son endémicos de Ceram (Indonesia).
E. discolor mide unos 11 mm.